# 褙子

穿着褙子的宋代女子

褙子，又作背子，汉服、韓服及越服样式之一，为一种外罩式衣，对襟样式，两侧开叉，為女性穿著。最早出現在晚唐時期，半截袖子且衣身不長。宋代流行，改半截短袖為長袖，加長衣身；前後襟不縫合，而是在腋下和背後綴有帶子。後傳至朝鮮 (稱謂)的高麗王朝以及越南的後黎朝。
褙子為長袖，衣身长短不一，短者只到腰部，长者近与裙齐，可作為外套穿於襦裙之外，亦可直接穿在內衣之外代替上衣。可作為常服、便服穿著。
在中國，明代之後演變成披風，並傳至朝鮮王朝和越南第三次北屬時期。在越南黎中興朝之後，褙子在當地又演變成四身襖。